# Niemen (EP)
Niemen – minialbum muzyczny Czesława Niemena z 1966 roku.

## Lista utworów
Lista według Discogs:
| 1. | Hej Dziewczyno, Hej (Why Do You Run After Him?) |  |
|    |                                                 |  |
| 2. | Sen O Warszawie (Warsaw In My Dream)            |  |
|    |                                                 |  |
| 3. | Czy Wiesz (Do You Know?)                        |  |
|    |                                                 |  |
| 4. | Być Może I Ty (Perhaps You Too)                 |  |
|    |                                                 |  |

## Twórcy
- Czesław Niemen – śpiew
- Orkiestra Michela Colombier